# Gagrella aurispina
Gagrella aurispina is een hooiwagen uit de familie Sclerosomatidae.